# Astrid Guyart
Astrid Guyart (Suresnes, 17 marzo 1983) è una schermitrice francese, specializzata nel fioretto.

## Biografia
È sorella minore del due volte campione olimpico di fioretto Brice Guyart. Nel giugno 2021 ha fatto coming out come lesbica nel documentario intitolato Faut qu’on parle diffuso su MyCanal.
In carriera è stata vincitrice di una medaglia d'argento e di cinque medaglie di bronzo ai campionati mondiali di scherma.

## Palmarès
- Giochi olimpici

Tokyo 2020: argento nel fioretto a squadre.
- Mondiali

Lipsia 2005: bronzo nel fioretto a squadre.
Budapest 2013: argento nel fioretto a squadre.
Kazan' 2014: bronzo nel fioretto a squadre.
Mosca 2015: bronzo nel fioretto a squadre.
Rio 2016: bronzo nel fioretto a squadre.
Wuxi 2018: bronzo nel fioretto a squadre.
- Europei

Kiev 2008: bronzo nel fioretto a squadre.
Plovdiv 2009: bronzo nel fioretto a squadre.
Legnano 2012: argento nel fioretto a squadre.
Zagabria 2013: argento nel fioretto a squadre.
Strasburgo 2014: bronzo nel fioretto a squadre.
Montreux 2015: bronzo nel fioretto a squadre.
Toruń 2016: bronzo nel fioretto a squadre.
Novi Sad 2018: bronzo nel fioretto a squadre.
- Giochi del Mediterraneo

Almeria 2005: oro nel fioretto individuale.